# Ae.C.4
El Ae. C.4. fue un avión monoplano de turismo de origen argentino. El proyecto es una versión mejorada del Ae.C.3.G con líneas más aerodinámicas.
Esta aeronave superaba en velocidad de crucero, autonomía y alcance a la versión previa. No llevaba carenado en las ruedas pero sí en las patas del tren principal. El timón de dirección era de mayor superficie y se le aplicaba rueda de cola direccional.
Se construyó solamente un prototipo que fue pilotado por primera vez el 17 de octubre de 1936 por el Teniente Pablo C. Passio. 